# Марк Клавдий Марцел (консул 183 пр.н.е.)
Вижте пояснителната страница за други личности с името Марк Клавдий Марцел.
Марк Клавдий Марцел (на латински: Marcus Claudius Marcellus; † 169 пр.н.е.) e политик на Римската република през 2 век пр.н.е.
През 185 пр.н.е. Марцел е претор. През 183 пр.н.е. е избран за консул заедно с Квинт Фабий Лабеон.
Той е избран за децемвир sacrorum.
Марцел умира през 169 пр.н.е.